# Nick Stienstra
Nick John Stienstra (Paramaribo, 24 december 1954 – bij Zanderij, 7 juni 1989) was een Surinaams-Nederlands voetbalcoach. Hij kwam als trainer van het Kleurrijk Elftal om bij de SLM-ramp.

## Loopbaan
Stienstra groeide in Paramaribo op als zoon van een Friese vader en Surinaamse moeder. Hij speelde met weinig succes in de jeugd bij SV Robinhood voor hij op zeventienjarige leeftijd naar Amsterdam kwam. Stienstra studeerde af aan het CIOS in Overveen en specialiseerde zich op aanraden van Joop Brand als voetbaltrainer. Hij was coach van VV Schoten (derde klasse) en werd bij EDO trainer in de Hoofdklasse. In 1985 kwam hij bij Eersteklasser Rood-Wit A. Daarnaast werd hij medio 1986 op aanraden van Brand assistent van Han Berger bij AZ. In december 1986 werd Berger ontslagen en Stienstra was eenmalig interim-coach van AZ tijdens een oefenwedstrijd tegen SV Marken terwijl Louis van Gaal, trainer van het tweede, de dagelijkse training deed. De nieuwe trainer Hans Eijkenbroek koos Van Gaal als zijn assistent en hiermee eindigde het dienstverband van Stienstra bij AZ. Vanaf 1987 trainde hij Hoofdklasser RCH. Met RCH werd hij in 1989 kampioen van de Zondag Hoofdklasse A en kampioen van de zondagamateurs. Nog voor de strijd om het algeheel amateurkampioenschap was Stienstra coach van het Kleurrijk Elftal dat deelnam aan een toernooi in Paramaribo. Stienstra was een van de slachtoffers van de SLM-ramp. Op verzoek van zijn familie werden de wedstrijden om het algeheel amateurkampioenschap toch gespeeld door RCH, dat aanvankelijk niet meer wilde spelen. RCH won het algeheel amateurkampioenschap van VV Heerjansdam.
Stienstra was voor het seizoen 1989/90 aangezocht als nieuwe trainer van Quick Boys. Ook was hij als eerste trainer van kleur toegelaten tot de opleiding trainer betaald voetbal van de KNVB waarvoor hij stage zou gaan lopen bij Telstar. Stienstra had de ambitie om terug naar Suriname te gaan om daar het Surinaamse voetbal op het organisatorisch professionele vlak te helpen ontwikkelen. Naast het voetbal was Stienstra acht jaar werkzaam als sportinstructeur in de Bijlmerbajes en vervolgens als sportbuurtwerker in Amsterdam-Oost bij Sporthal Zeeburg. Hij was gehuwd en kreeg twee kinderen. Als enige van het Kleurrijk Elftal werd hij in Suriname begraven.